# Benoni Van der Gheynst
Benoni Van der Gheynst (Ronse, 29 september 1876 – Nice, 1946) was een Belgisch kunstschilder.

## Levensloop
Hij was omstreeks 1895-1897 leerling van de Academie voor Schone Kunsten in Brussel. 
Hij schilderde portretten, figuren, landschappen en strandgezichten.
Alles wijst er op dat zijn kunstenaarscarrière om een of andere reden van korte duur was of althans lange tijd op een laag pitje stond. 
Hij bleef goed bevriend met kunstschilder-studiegenoot Emile Bulcke. Van der Gheynst werkte vaak aan de Azurenkust.
In 1898, 1901 en 1904 nam hij vruchteloos deel aan de Prix de Rome

## Bekende schilderijen
- Oosterse tapijtverkoper op het strand
- Dorpsweg in de sneeuw
- Gezicht te Cagnes-sur-Mer
- Wandeling op de golfbreker
- De rue Visconti in het oude stadsgedeelte van Nice
- De S. Maria della Salute in Venetië

## Verzamelingen
- Gemeente Anderlecht